# Herman Melville
Herman Melville (New York, 1819. augusztus 1. – New York, 1891. szeptember 28.) amerikai író.

## Életrajza
Puritán környezetben nevelkedett; húszéves korában matrózként egy teherhajón Angliába hajózott. Később délnek vette az irányt, bennszülöttek között élt, majd a trópusi élményszerzés után visszatért az Amerikai Egyesült Államokba. Ezután az irodalommal kezdett foglalkozni. Moby Dick című regényét harminckét éves korában írta meg, e művében visszaköszönnek korábbi élettapasztalatai. Megnősült, majd egy New England-i farmon telepedett le, ahol továbbra is az írással foglalkozott. Később beutazta Európát és Kis-Ázsiát, majd megint New Yorkba került, és újból írni kezdett, azonban az irodalmi körökkel megszakította összeköttetéseit. Csak halála után kezdték felismerni írói tehetségét. Legismertebb műve a Moby Dick című regény.

## Művei
- Typee (1846)
- Omoo (1847)
- Mardi (1849)
- Redburn (1849)
- White-Jacket or The World in a Man-of-War (1849)
- Moby-Dick (1851)
  - Dráma a tengeren, 1-2.; fordította: Braun Soma; Saly, Budapest, 1929
  - Moby Dick, a fehér bálna. Regény; fordította, utószó Szász Imre, jegyzetek: Karig Sára, ill. Köpeczi Bócz István; Móra, Budapest, 1958
  - Moby Dick; fordította: Hornyik György; Forum, Újvidék, 1972 (Panoráma sorozat)
  - Moby Dick, vagy A fehér bálna; fordította: Szász Imre, utószó Tóth Csaba; Európa, Budapest, 1989 (A világirodalom klasszikusai)
  - Moby Dick, a fehér bálna; fordította: Kovácsné Kliment Emilia; átdolg., röv. kiad.; Új Ex Libris, Budapest, 2005 (Klasszikus ifjúsági regénytár)
  - Moby Dick; átdolgozta: Lance Stahlberg, ill. Lalit Kumar Singh, fordította: Németh Dorottya, Diószegi Dorottya; Ventus Libro, Budapest, 2011 (Klasszikusok képregényben)
  - Moby Dick; átdolgozta: Kathleen Olmstead, ill. Eric Freeberg, fordította: Farkas Krisztina; Alexandra, Pécs, 2012 (Klasszikusok könnyedén)
  - Moby Dick. 3. szint; átdolgozta María Asensio, ill. Francesc Rafols, fordította: Wágner Mária; Napraforgó, Budapest, 2015 (Olvass velünk!)
- Pierre (1853)
- Bartleby The Scrivener (1853)
  - Bartleby, az írnok; fordította: Bánki Veronika; Kossuth, Budapest, 2017 (Angol-magyar kétnyelvű klasszikusok)
- Israel Potter (1855)
- Piazza Tales (1856)
- The Confidence-Man (1857)
- Battle Pieces (1866)
- Clarel (1876)
- John Marr and Other Sailors (1888)
- Timoleon (1891)
- The Lightning-Rod Man (1891)
- Billy Budd (1924)
  - Billy Budd és más elbeszélések; fordította: Borbás Mária, Göncz Árpád, Szász Imre; utószó G. Kállay Katalin; Scolar, Budapest, 2008 (Scolar szépirodalom)